# マーガレット・オブ・デンマーク
マーガレット・オブ・デンマーク（Margaret of Denmark, 1456年6月23日 - 1486年7月14日）は、スコットランド王ジェームズ3世の王妃。デンマーク語名マルグレーテ・ア・ダンマルク（Margrethe af Danmark）。デンマーク・ノルウェー・スウェーデン王クリスチャン1世とブランデンブルク＝クルムバッハ辺境伯ヨハン（錬金術伯）の娘である王妃ドロテアの間に生まれた。

## 生涯
1469年7月13日、ホリールード・アベイでジェームズと結婚したが、ノルウェー支配下にあったオークニー諸島・シェトランド諸島が、現金で支払われるまでの間の仮の持参金とされた。スコットランド以北に連なるこの島嶼部は、ヴァイキングの入植地でノルウェー王に主従を誓ってきた地域であり、この地域がスコットランドに組み込まれることは画期的な出来事であった。当時のオークニー伯であった初代ケイスネス伯ウィリアム・シンクレアは、1473年スコットランド王国に忠誠を誓った。結局、持参金の現金による支払は行なわれず、オークニー、シェトランドの両諸島は現在に至るまでスコットランドの領土となっている。
マーガレットはスターリング城（スターリング）で亡くなり、近郊のキャンバスケネス僧院に葬られた。

## 子女
- ジェームズ4世（1473年 - 1513年） - スコットランド王
- ジェームズ（1476年 - 1504年） - ロス公、1497年にセント・アンドリュース大司教
- ジョン（1479年 - 1503年） - マー伯